# Aéroport de Chambéry - Savoie-Mont-Blanc
Pour les articles homonymes, voir Aéroport de Chambéry et CMF.
L'aéroport de Chambéry - Savoie-Mont-Blanc (code IATA : CMF • code OACI : LFLB) anciennement Aéroport de Chambéry - Aix Les Bains est un aéroport français situé sur les communes du Bourget-du-Lac, de la Motte-Servolex, de Voglans et de Viviers-du-Lac, dans le département de la Savoie en région Auvergne-Rhône-Alpes. Il dessert notamment la ville de Chambéry située à 10 kilomètres ainsi que la ville d'Aix-les-Bains située à 5 kilomètres. L'aéroport est en outre installé très près de la rive sud du lac du Bourget, et juste à l'est de l'embouchure de la Leysse.
Plusieurs compagnies low cost et régulières offrent des vols réguliers à destination de différentes villes de Grande-Bretagne (Londres, Manchester, Birmingham, Édimbourg entre autres). De plus, l’aéroport est desservi par plusieurs compagnies charter spécialisées dans les vacances de ski. C'est aussi l'un des premiers aéroports français et européen en matière d'aviation d'affaires durant la période hivernale.
L’aéroport est notamment équipé d’une piste de 2 020 m pouvant accueillir tous types d’avions (jusqu’au Boeing 757-200) et de 35 000 m2 de stationnement. Il dispose de services et d’équipements de sécurité conformes aux normes les plus récentes.
Il reste une porte d'entrée privilégiée vers les plus grandes stations de sports d'hiver françaises situées en Savoie et Haute-Savoie, notamment grâce à un réseau développé de navettes routières.
Les atterrissages se font préférentiellement vers le sud au-dessus du lac du Bourget, et les décollages vers le nord, aussi au-dessus du Lac. Toutefois, des décollages vers le sud sont autorisés durant la saison d'hiver depuis 2017.

## Historique

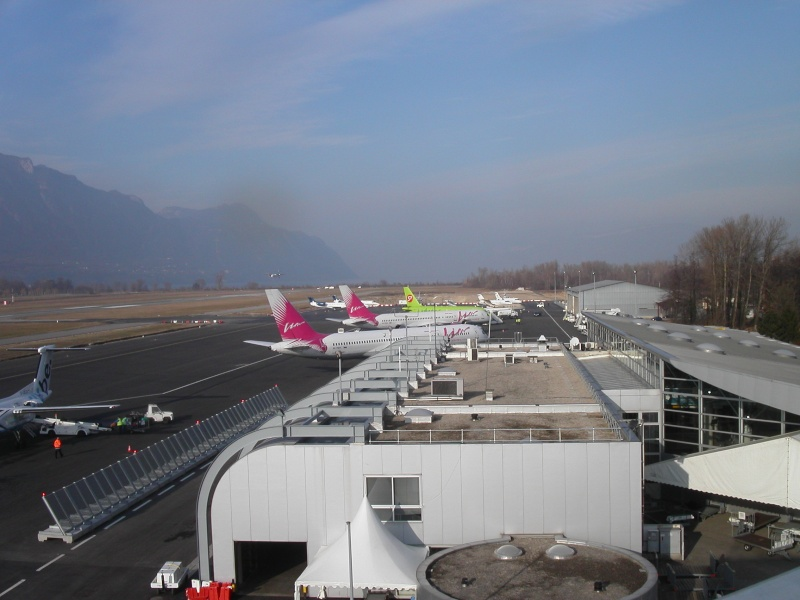
Le tarmac de l'aéroport à l'hiver 2007.

Le projet d’un aéroport d'Aix-les-Bains-Chambéry (aéroport du Bourget du Lac) est lancé en octobre 1929, sous la forme d’un aéroport mixte (civil et militaire), puis concrétisé par le ministre de l’Air Pierre Cot. L'aérogare est construite en 1954 et son activité commerciale débute en 1960 avec, en particulier, le lancement par la compagnie Air Alpes, la société de Michel Ziegler, de liaisons sur Lyon (1968) et Paris (1969).
De 1964 au 1er juillet 2004, la Chambre de commerce et d'industrie de la Savoie en assure la concession. Il est aujourd'hui géré par le groupement Vinci Airports/Keolis Airport.
Un décret présidentiel publié au Journal Officiel du 29 janvier 1933 (page 1004), dispose qu'il s'agit de l'aéroport « d'Aix-les-Bains-Chambéry » et non de « Chambéry-Aix-les-Bains » mais dès 1964 on relègue la ville d'Aix-les-Bains à la deuxième place. Le maire André Grosjean, adresse en 1971 un courrier à Aéroport de Paris pour se plaindre de l'escamotage commercial du nom de sa ville.

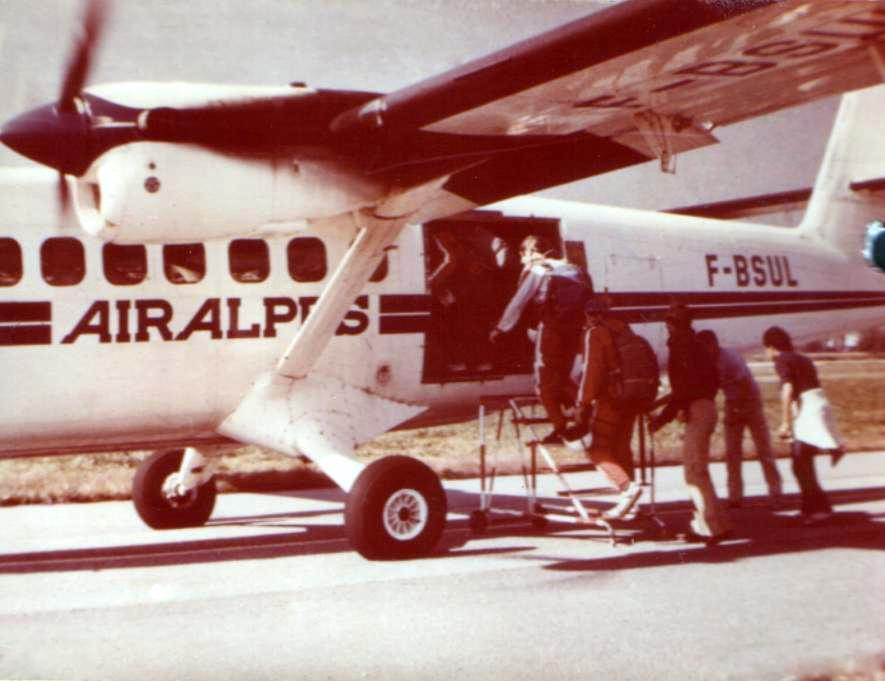
De Havilland Canada DHC-6 Twin Otter d'Air Alpes immatriculé F-BSUL à Chambéry en 1979.

Air Alpes desservira Paris-Le Bourget/Chambéry/Gap ou Paris-Le Bourget à Chambéry en direct (en Twin Otter DHC-6 ou Beechcraft 99, ouverture 1er octobre 1969 pour la liaison directe), Chambéry - Grenoble en direct ou via Dole/Besançon, Chambéry/Grenoble/ Marseille, Chambéry/Grenoble/Nice/Propriano, Chambéry/Grenoble/Nice/Ajaccio (ouverture en 1967), Chambéry/Grenoble/Saint-Étienne/Toulouse (ouverture en 1971), Chambery/Bordeaux (1er avril 1975), Paris-Orly dès 1977.
La ligne vers Paris sera reprise par TAT (qui a repris Air Alpes en 1981) jusqu'en 1996 (avions: DC-9, Fokker 28 et Fokker 100), Proteus Airlines devenue Régional en 2001 (en Dornier 328).

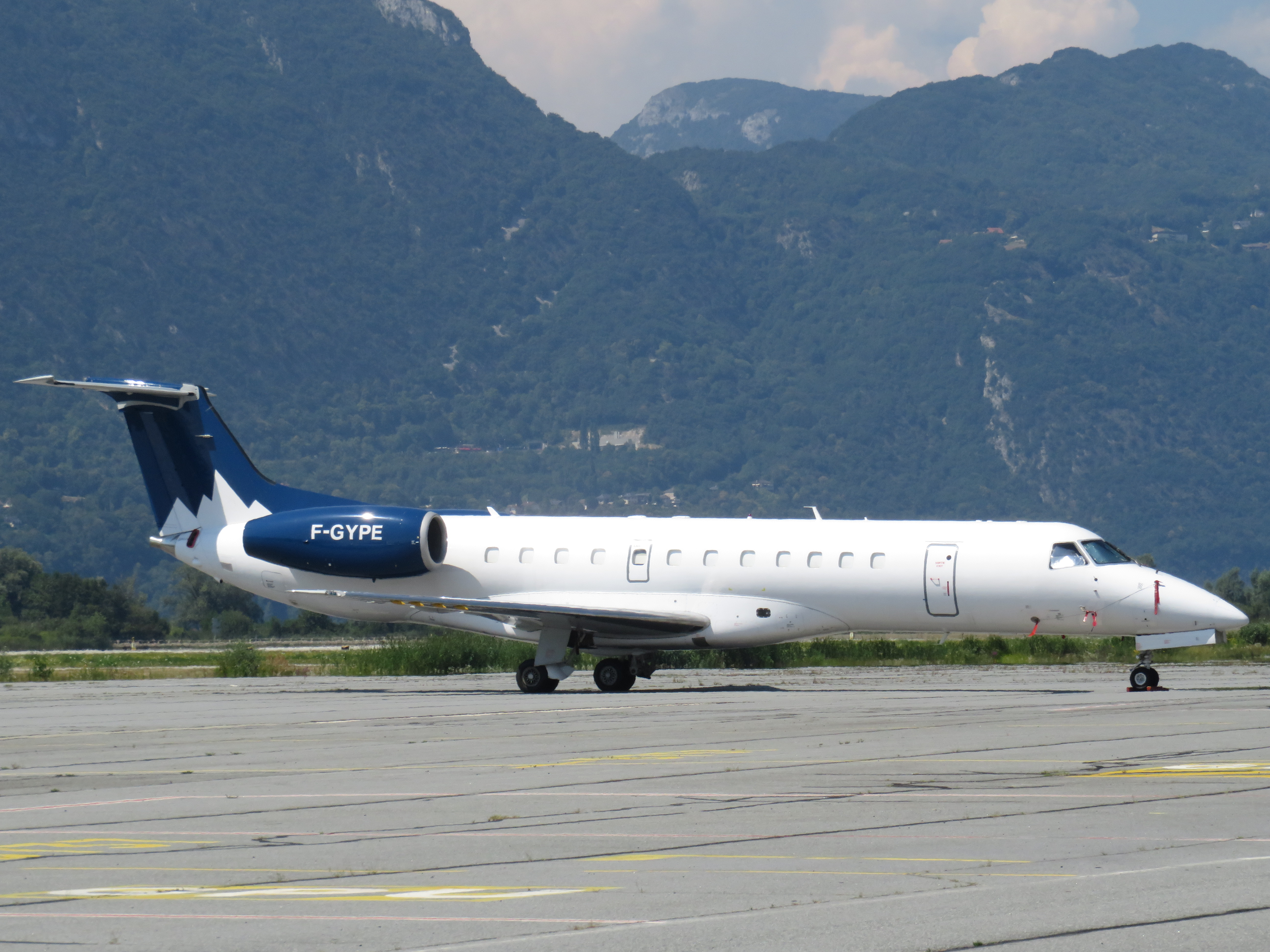
Embraer 135 de Pan Européenne Air Service immatriculé F-GYPE à Chambéry en 2017.

L'aéroport de Chambéry accueille depuis 1977 la compagnie aérienne d'aviation d'affaires Pan Européenne Air Service, qui dispose également d'une base à l'aéroport de Lyon-Bron depuis 1987.
La ligne Chambéry-Paris atteint son record en 1983 avec 99 568 passagers. La fermeture de la base aérienne militaire intervient en 1985.
En 1990, la nouvelle aérogare d´une surface de 2 600 m2 est inaugurée, en parallèle avec plusieurs travaux de modernisation de la piste et des hangars pour un coût total de 75 millions de francs français, principalement en prévision des Jeux olympiques d'hiver de 1992 à Albertville.
En 2002, l´aéroport enregistre son record avec 3 600 mouvements d´avions à l´année, traitant plus de 10 000 passagers par weekend, principalement en hiver.
À la suite de la défection de la compagnie Régional au grand désarroi de la Chambre de commerce et d'Industrie, Pan Européenne Air Service via sa filiale Hex'Air reprend la ligne régulière Chambéry - Paris du 1er avril 2002 au 31 mars 2003 exploité en Embraer ERJ 135. La ligne vers Paris cesse ensuite le 18 avril 2003 faute de passagers espérés (la ligne était passée de 20 000 à 8 500 passagers alors que le point d'équilibre était fixé à 15 000 usagers, essentiellement des hommes d'affaires qui préféraient se rendre à Lyon pour bénéficier du programme de fidélité Fréquence Plus d'Air France.
En 2004, la SEACA (Société d'Exploitation de l'Aéroport Chambéry / Aix-les-Bains), sans toutefois respecter le décret présidentiel de 1933, conserve le nom d'Aix-les-Bains. Il a aujourd'hui disparu.
En 2011, Air France revient partiellement à l'aéroport de Chambéry, après avoir quitté son hub en 2001, en partenariat avec la compagnie aérienne britannique Flybe, pour les vols en direction de la Grande-Bretagne. La compagnie British Airways ouvre également une ligne entre l'aéroport de Londres City et Chambéry dès décembre 2011. En 2013, c'est la réouverture de la ligne Paris-Orly - Chambéry par Transavia, fermée depuis.
Le 24 novembre 2016, après plusieurs mois de travaux, l’Aéroport de Chambéry a officiellement inauguré une aérogare ainsi qu’un terminal d’affaires (ouvert en 2006) rénovés. L’aéroport change également de nom en devenant Aéroport Chambéry Savoie Mont Blanc contribuant ainsi au rayonnement touristique du territoire à l’échelle internationale.

## Compagnies aériennes et destinations
| Compagnies      | Destinations                                                                  |
| --------------- | ----------------------------------------------------------------------------- |
| British Airways | En saison : Édimbourg, Londres-City, Southampton                              |
| Jet 2           | En saison : Birmingham, Bristol, Leeds-Bradford, Londres-Stansted, Manchester |

Actualisé le 19/05/2024

## Chiffres et statistiques
Pour des raisons techniques, il est temporairement impossible d'afficher le graphique qui aurait dû être présenté ici.

Voir la requête brute et les sources sur Wikidata.
| Année | Passagers | Mouvements | Fret avionné |
| ----- | --------- | ---------- | ------------ |
| 2024  | 177 384   | 5 764      | 0            |
| 2023  | 163 221   | 5 883      | 0            |
| 2022  | 120 970   | 18 708     | 0            |
| 2021  | 6 679     | 25 870     | 0            |
| 2020  | 105 524   | 19 661     | 0            |
| 2019  | 204 573   | 27 700     | 0            |
| 2018  | 204 858   | 28 960     | 0            |
| 2017  | 186 376   | 30 207     | 0            |
| 2016  | 212 018   | 30 282     | 0            |
| 2015  | 215 124   | 33 597     | 0            |
| 2014  | 225 913   | 30 280     | 0            |
| 2013  | 218 120   | 31 846     | 0            |
| 2012  | 228 291   | 37 872     | 0            |
| 2011  | 233 749   | 36 871     | 0            |
| 2010  | 231 820   | 34 805     | 0            |
| 2009  | 258 783   | 33 954     | 0            |
| 2008  | 270 632   | 32 822     | 0            |
| 2007  | 231 843   | 33 141     | 0            |
| 2006  | 194 827   | 40 315     | 0            |
| 2005  | 194 849   | 39 867     | 0            |
| 2004  | 180 813   | 37 047     | 2            |
| 2003  | 137 169   | 37 488     | 1            |
| 2002  | 141 502   | 40 169     | 4            |
| 2001  | 121 958   | 41 660     | 12           |
| 2000  | 114 144   | 44 675     | 8            |
| 1999  | 109 262   | ...        | 8            |
| 1998  | 80 749    | ...        | 4            |
| 1997  | 77 798    | ...        | 4            |

## Données techniques

### Données aéronautiques
- Aérodrome civil
- Ouvert à la CAP
- Ouvert au trafic international
- VFR de nuit
- IFR

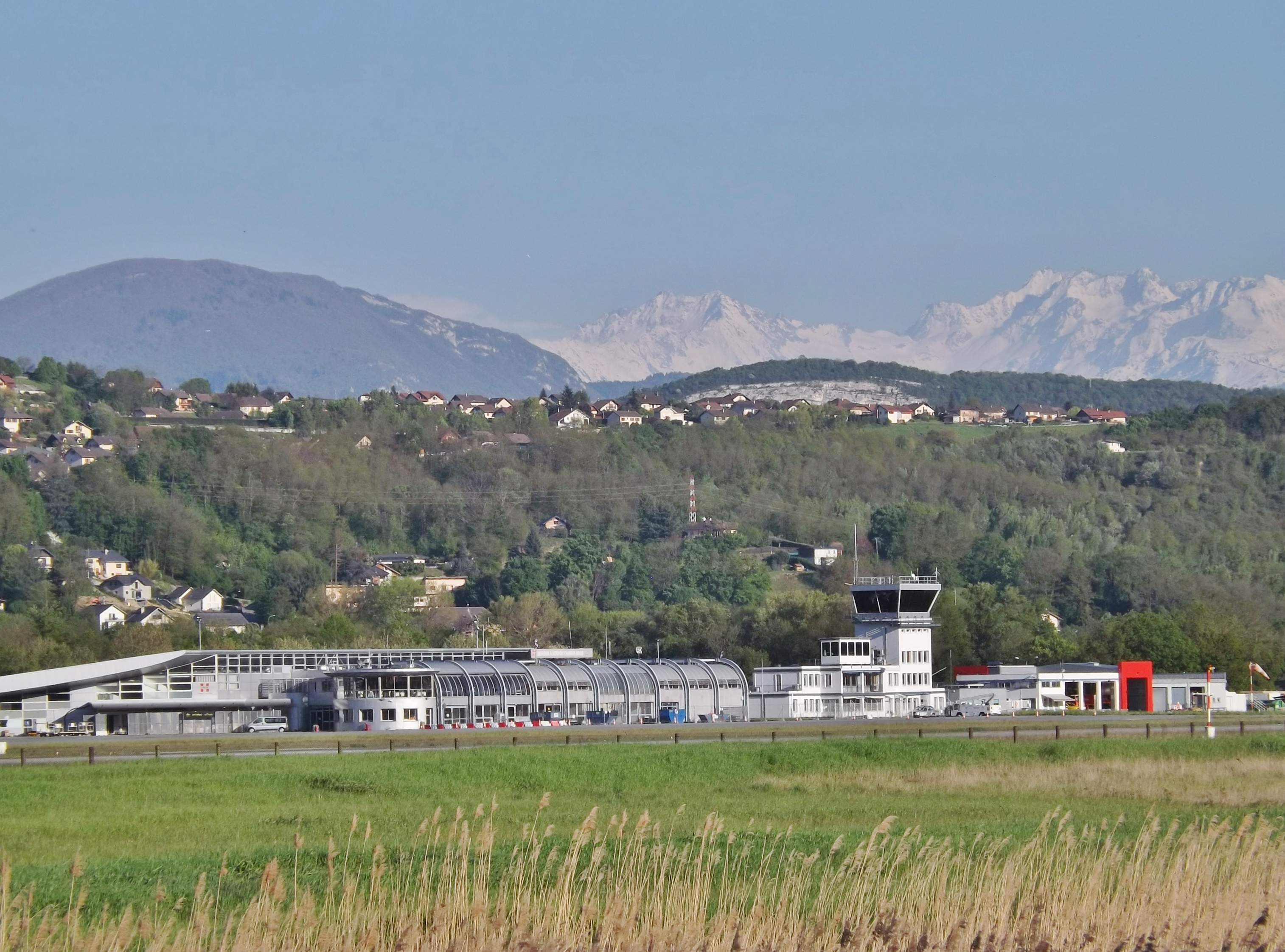
L'aérogare de l'aéroport en hors-saison.

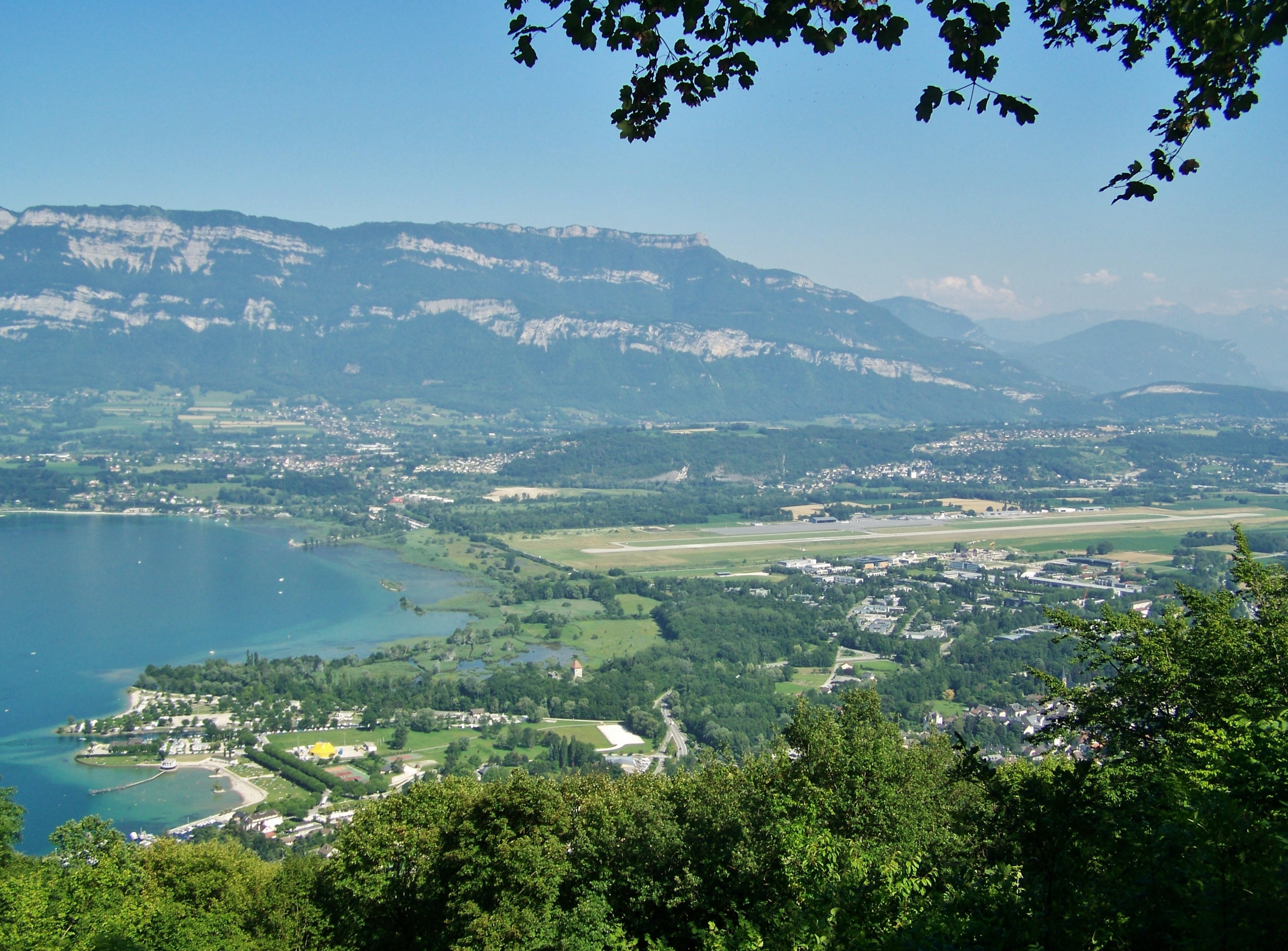
Vue depuis le mont du Chat au-dessus du Bourget-du-Lac.

- Classement de l’aérodrome : catégorie C
- SSLIA : catégorie 5 et 6 sur demande

### Infrastructures aéroportuaires
Nombre de pistes : 2
- Piste 1 :
  - Dimension : 2 020 × 45 m
  - Orientation : 18/36

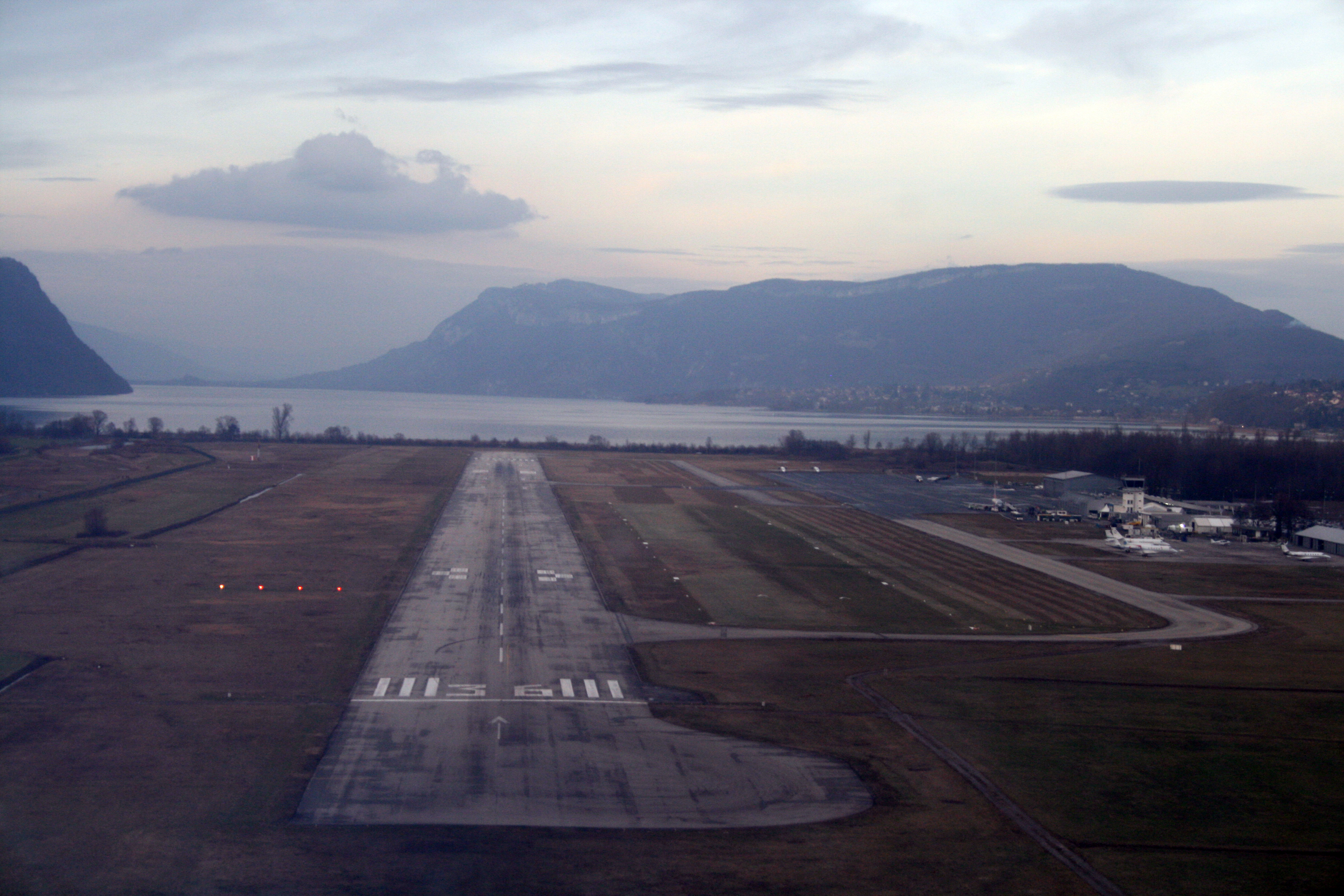
Arrivée en finale à l'aéroport de Chambéry.

  - Full taxiway parallèle à la piste : 4 sorties
  - Revêtue
  - Aide à l’atterrissage : ILS Cat. II
  - Balisage lumineux HI/BI - PAPI -
  - Rampe d’approche - feux à éclats
- Piste 2 :
  - Dimension : 700 × 60 m
  - Orientation : 18/36
  - Revêtement : herbe
- Aérogare :
  - Surface de l’aérogare passagers : 4 600 m2
  - Capacité annuelle de traitement : 1 million de passagers
  - Capacité horaire : 1 300 passagers par heure
  - 1 salle d’embarquement 120 m2 (4 portes)
  - 1 hall d’arrivée internationale
  - 19 banques d’enregistrement